# Bucur Clejan
Bucur Clejan [ˈbukur ˈkleʒan] (chinesisch Kē Lièrán 柯列然, geboren als Iacob Kranzdorf-Laub am 26. Dezember 1904 in Bukarest; gestorben am 13. Januar 1975 ebenda) war ein rumänischer Arzt, der im Spanischen Bürgerkrieg gegen den Franco-Faschismus und acht Jahre lang in China im Widerstandskrieg gegen die japanische Besatzung kämpfte und arbeitete.

## Biografie
Bucur Clejan war der Sohn einer jüdischen Familie; er hatte elf Geschwister. Nach seinem Schulabschluss studierte sechs Jahre lang in Padua Medizin, danach eröffnete er in Bukarest als Dermatologe eine Praxis und heiratete Gisela Clejan. Unter dem Einfluss der Familie seiner Frau wurde er politisch aktiv, trat 1932 der Kommunistischen Partei bei und ging 1938 als Freiwilliger zu den Internationalen Brigaden nach Spanien, wo er in den Lazaretten Verwundete behandelte. In Vich/Vic lernte er seinen Landsmann und Kollegen David Iancu kennen. Nach der Niederlage der Spanischen Republik gingen Clejan und Iancu 1939 nach Frankreich, wo sie in Saint-Ciprien und Gurs inhaftiert waren. Dort hörten sie vom Massaker von Nanjing.
Das französische Regime wollte die Spanienkämpfer loswerden, so dass Clejan und Iancu im August 1939 als Mitglieder einer internationalen Ärztebrigade nach China aufbrechen konnten, um bei der Versorgung von Kranken und Verwundeten aus dem Widerstand gegen die japanische Besatzung zu helfen. Im September wurden sie von Song Qingling in China empfangen und im Oktober erreichten sie auf Umwegen über Vietnam das Krankenhaus des Roten Kreuzes in Tuyunguan bei Guiyang (Guizhou). Clejan und die anderen »spanischen Ärzte« arbeiteten in verschiedenen Krankenhäusern in Teilen Chinas, die von der Guomindang kontrolliert wurden.
Im Sommer 1940 reiste Clejan mit zwei Kollegen nach Chongqing, wo sie Zhou Enlai trafen und baten, in Gebieten eingesetzt zu werden, die von der Kommunistischen Partei kontrolliert wurden, doch das war zunächst nicht möglich.
Anfang 1941 kam Clejans Frau Gisela über Moskau und die Mongolei nach China. Sie arbeiteten gemeinsam in Yunnan und in Nord-Guangdong. Anfang 1943 wütete eine Typhus-Epidemie. Beide erkrankten; Gisela Clejan starb am 14. März 1943 im Alter von nur 39 Jahren an der Krankheit; Bucur Clejan überlebte und setzte seine Arbeit in einem Krankenhaus in Kunming (Yunnan) fort.
Nach der Kapitulation Japans im August 1945 wurde Clejan in das Büro der United Nations Relief and Reconstruction Administration (UNRRA) in Henan versetzt. Er arbeitete in einem Krankenhaus in Zhengzhou und reiste häufig nach Kaifeng und Shanghai, um die Verteilung von Hilfsgütern zur organisieren. 1946 heiratete er die Krankenschwester Zhào Jìngpú (Kē Jìngpú 柯婧璞).
Ende 1947, mit Beginn des Bürgerkrieges in China, stellte die UNRRA ihre Tätigkeit in China ein. Im November Zogen die Clejans nach Shanghai; im Dezember trafen sie dort Song Qingling, die ihnen für ihre Arbeit in China dankte. Im März 1948 verließen sie China.
In Rumänien bekleidete Clejan wichtige Positionen im Innen- und im Gesundheitsministerium und die Clejans setzten sich für gute Beziehungen zwischen Rumänien und China ein. Kē Jìngpú hieß nun Nelly Clejan war eine gefragte Dolmetscherin und Übersetzerin für Rumänisch und Chinesisch.
Im Oktober 1972 reisten Clejan und Iancu auf Einladung der chinesischen Regierung nach China.
1975 starb Clejan in Bukarest. Elf Jahre später kehrte Nelly Clejan nach China zurück und ließ sich in Shanghai nieder. Im Dezember 2008 wurde die Asche von Bucur Clejan auf dem Song-Qingling-Friedhof in Shanghai beigesetzt. Am 3. September 2014 starb Nelly Clejan im Alter von 95 Jahren.
In Nachrufen wurde Bucur Clejan als »der rumänische Norman Bethune« bezeichnet.